# Nephrodium callipteris
Nephrodium callipteris là một loài dương xỉ trong họ Dryopteridaceae. Loài này được Coss. & Germ. mô tả khoa học đầu tiên năm 1845.
Danh pháp khoa học của loài này chưa được làm sáng tỏ. 